# Stylina
Stylina es un género extinto de corales pétreos de la familia Stylinidae. Fue descrito por Jean-Baptiste Lamarck en 1816.

## Especies
- S. algarvensis
- S. amdoensis
- S. anthemoides
- S. arborea
- S. arkansasensis
- S. babeana
- S. bangoinensis
- S. bucheti
- S. bulbosa
- S. bulgarica
- S. bullosa
- S. carthagiensis
- S. ceriomorpha
- S. constricta
- S. cotteaui
- S. decemradiata
- S. decipiens
- S. delabechei
- S. deluci
- S. dendroidea
- S. dongqoensis
- S. dubia
- S. echinulata
- S. elegans
- S. esmuni
- S. favrei
- S. fenestralis
- S. girodi
- S. granulosa
- S. higoensis
- S. hirta
- S. hourcqi
- S. inwaldensis
- S. japonica
- S. kachensis
- S. kantoensis
- S. laevicostata
- S. lobata
- S. lortphillipsi
- S. mabutii
- S. macfadyeni
- S. madagascariensis
- S. meriani
- S. microcoenia
- S. micrommata
- S. micropora
- S. nakasai
- S. ndalakashensis
- S. niongalensis
- S. oolitica
- S. pachystylina
- S. parcicosta
- S. parvipora
- S. parviramosa
- S. perroni
- S. ploti
- S. qiebulaensis
- S. regularis
- S. reussi
- S. reussii
- S. sablensis
- S. shamoloensis
- S. sinemuriensis
- S. spissa
- S. stellata
- S. subornata
- S. subramosa
- S. sucrensis
- S. sugiyamai
- S. tenax
- S. thiessingi
- S. tubulifera
- S. tubulosa
- S. valfinensis
- S. waldeckensis